# Alaemon hamertoni
Az Alaemon hamertoni a verébalakúak (Passeriformes) rendjébe, ezen belül a pacsirtafélék (Alaudidae) családjába és az Alaemon nembe tartozó faj.

## Rendszerezése
A fajt Harry Forbes Witherby brit ornitológus írta le 1905-ben.

## Előfordulása
Afrika keleti részén, Szomália területén honos. Természetes élőhelyei a szubtrópusi és trópusi száraz gyepek. Állandó, nem vonuló faj.

## Alfajai
- Alaemon hamertoni tertia (S. R. Clarke, 1919) – északnyugat-Szomália;
- Alaemon hamertoni altera (Witherby, 1905) – észak- és északkelet-Szomália;
- Alaemon hamertoni hamertoni (Witherby, 1905) – középső Szomália partvidékétől Etiópia határáig.

## Megjelenése
Testhossza 21 centiméter.

## Természetvédelmi helyzete
Az elterjedési területe nagyon nagy, egyedszáma pedig stabil. A Természetvédelmi Világszövetség Vörös listáján nem fenyegetett fajként szerepel.